# Цуенји
Цуенји (遵义) град је Кини у покрајини Гуејџоу. Према процени из 2009. у граду је живело 534.646 становника.

## Становништво
Према процени, у граду је 2009. живело 534.646 становника.
| 1990.   | 2000.   | 2009    |
| ------- | ------- | ------- |
| 249.939 | 383.548 | 534.646 |